# Пера-сюр-л’Эр
Пера́-сюр-л’Эр (фр. Payra-sur-l'Hers) — коммуна во Франции, находится в регионе Лангедок — Руссильон. Департамент коммуны — Од. Входит в состав кантона Саль-сюр-л’Эр. Округ коммуны — Каркасон.
Код INSEE коммуны — 11275.

## Население
Население коммуны на 2008 год составляло 155 человек.
| 1962 | 1968 | 1975 | 1982 | 1990 | 1999 | 2008 |
| ---- | ---- | ---- | ---- | ---- | ---- | ---- |
| 171  | 206  | 192  | 184  | 158  | 177  | 155  |

## Экономика
В 2007 году среди 92 человек в трудоспособном возрасте (15—64 лет) 69 были экономически активными, 23 — неактивными (показатель активности — 75,0 %, в 1999 году было 72,3 %). Из 69 активных работали 61 человек (32 мужчины и 29 женщин), безработных было 8 (6 мужчин и 2 женщины). Среди 23 неактивных 9 человек были учениками или студентами, 9 — пенсионерами, 5 были неактивными по другим причинам.